# ماریا کاوامورا
ماریا کاوامورا (انگلیسی: Maria Kawamura; ۲۱ نوامبر ۱۹۶۱ – ) صداپیشه، و بازیگر، گوینده، و خواننده اهل ژاپن بود. وی از سال ۱۹۸۳ میلادی تاکنون مشغول فعالیت بوده‌است.